# Baníčku, my jsme s tebou
„Baníčku, my jsme s tebou“ je fotbalový chorál a hymna fotbalového klubu FC Baník Ostrava.

## Vznik chorálu
Chorál pravděpodobně vznikl v 80. nebo 90. letech 20. století. Jeho autorství někdy bývalo připisováno Jaromíru Nohavicovi, je ovšem lidového původu. Vznikl ve fanouškovském prostředí Baníku Ostrava na legendárním stadionu Bazaly a je pravděpodobné, že původ jeho melodie může sahat do prostředí polských fotbalových fanoušků. Jeden z populárních chorálů polského fotbalového klubu Legia Warszawa známého z počátku 21. století s názvem „Mistrzem Polski jest Legia“ totiž používá stejnou melodii. Text chorálu je v typickém ostravském dialektu.

## Užívání
Chorál je jedním z nejzámnějších fotbalových chorálů v Česku. Až v roce 2004 ho poprvé zhudebnil Jaromír Nohavica. Ve spolupráci s klubem fanoušků Baníku Chachařů a ostravským zpěvákem Marcelem Lesníkem Woodmanem byla jeho skladba nahrána za doprovodu jeho typické heligonky ve studiu Českého rozhlasu Ostrava. Vznikla také hudební verze ostravské dechové kapely Ostravská 13.
V roce 2004 Igor Bruzl podle chorálu nazval historickou publikaci „Baníčku, my jsme s tebou!“, která podává komplexní pohled o dějinách klubu od roku 1922. Melodii chorálu převzali také fanoušci Bohemians Praha 1905 v chorálu s názvem „Křičíme z plných plic“, který používají vedle své hlavní hymny Klokani bojují.

## Slova
Baníčku my jsme s tebou,
neopustíme tě,
nikdy tě nezradíme,
bo my ti věříme!
Baníčku my jsme s tebou,
neopustíme tě,
nikdy tě nezradíme,
bo my ti věříme!
Věříme a věřit budem,
že si klub nejlepší,
bojovat za tebe budem,
bo jsme tví fanoušci!
Baníčku, ty jsi s námi,
Baníčku, ty jsi v nás,
počítej vždycky s námi,
bo své fanoušky máš!